# Alan Turing
Alan Mathison Turing OBE FRS (23 tháng 6 năm 1912 – 7 tháng 6 năm 1954) là một nhà toán học, logic học và mật mã học người Anh, được xem là một trong những nhà tiên phong của ngành khoa học máy tính và A.I (Trí tuệ nhân tạo). Phép thử Turing (Turing test) là một trong những cống hiến lớn nhất của ông trong ngành trí tuệ nhân tạo: thử thách này đặt ra câu hỏi rằng máy móc có khi nào đạt được ý thức và có thể suy nghĩ được hay không. Ông đã hình thức hóa khái niệm thuật toán và tính toán với máy Turing, đồng thời đưa ra phiên bản của "Turing", mà ngày nay được đông đảo công chúng chấp nhận, về luận đề Church-Turing, một luận đề nói rằng tất cả những gì tính được bằng thuật toán đều có thể tính được bằng máy Turing.
Trong Chiến tranh thế giới thứ hai, Turing đã từng làm việc tại Bletchley Park, trung tâm giải mật mã của Anh, và một thời là người chỉ huy của HUT 8, một bộ phận của Anh có trách nhiệm giải mật mã của hải quân Đức. Giáo sư Turing đã cùng các cộng sự của tại HUT 8 đã phát triển một số kỹ thuật nhằm tăng tốc độ phá mã của quân phát xít Đức, trong đó bao gồm việc cải tiến máy bombe (máy này do các chuyên gia giải mã người Ba Lan sáng chế trước Thế chiến 2), một cỗ máy cơ-điện tử khổng lồ có khả năng tìm, dịch và đọc được các dòng thông tin đã được mã hóa thành các thông điệp vô nghĩa của đối phương. HUT 8 và giáo sư Turing đóng một vai trò quan trọng trong việc giải mã các bức điện của quân phát xít Đức trong các trận đánh quan trọng ở châu Âu, nhất là trận Đại Tây Dương. Một số nguồn báo chí sau này đã nhầm lẫn, cho rằng ông là người đã chế tạo máy giải mật mã của Đức, nhưng thực ra ông chỉ là người cải tiến máy giả mã để nó hoạt động nhanh hơn, còn máy giải mã nguyên bản là phát minh của các chuyên gia Ba Lan.
Sau chiến tranh, ông công tác tại Phòng thí nghiệm Vật lý Quốc gia (National Physical Laboratory), và đã tạo ra một trong những đồ án thiết kế đầu tiên của máy tính có khả năng lưu trữ chương trình (stored-program computer), nhưng nó không bao giờ được kiến tạo thành máy. Năm 1947 ông chuyển đến Đại học Victoria tại Manchester để làm việc, đa số trên phần mềm cho máy Manchester Mark I, lúc đó là một trong những máy tính hiện đại đầu tiên, và trở nên quan tâm tới sinh học toán học. Ông đã viết bài báo về cơ sở hóa học của sự tạo hình, và ông cũng đã dự đoán được các phản ứng hóa học dao động chẳng hạn như phản ứng Belousov–Zhabotinsky, được quan sát thấy lần đầu tiên trong thập niên 1960.
Năm 1952, Turing bị kết án với tội đã có những hành vi khiếm nhã nặng nề, sau khi ông tự thú đã có quan hệ đồng tính luyến ái với một người đàn ông ở Manchester. Ông chấp nhận dùng liệu pháp hoóc môn nữ (thiến hóa học) thay cho việc phải ngồi tù. Ông mất năm 1954, chỉ 2 tuần trước lần sinh nhật thứ 42, do ngộ độc xyanua. Một cuộc điều tra đã xác định nguyên nhân chết là tự tử, nhưng mẹ ông và một số người khác tin rằng cái chết của ông là một tai nạn. Ngày 10 tháng 9 năm 2009, sau một chiến dịch Internet, thủ tướng Anh Gordon Brown đã thay mặt chính phủ Anh chính thức xin lỗi về cách đối xử với Turing sau chiến tranh.

## Thời thơ ấu và thiếu niên
Mẹ của Alan Turing mang thai ông vào năm 1911, tại Chatrapur, Orissa, Ấn Độ. Cha ông, Julius Mathison Turing, lúc đó là một công chức trong ngành Dân chính Ấn Độ (Indian Civil Service), lúc đó vẫn dưới sự cai quản của chính phủ Anh. Julius và vợ mình, bà Ethel (nguyên họ là Stoney) muốn con mình lớn lên tại Anh, nên họ đã trở về Maida Vale, Paddington, Luân Đôn, nơi Alan Turing được sinh ra vào ngày 23 tháng 6 năm 1912, theo thông tin trên một tấm biển màu xanh ở ngoài ngôi nhà ông sinh ra, sau này là khách sạn Colonnade. Ông có một người anh trai tên là John. Vì nhiệm vụ với ngành dân chính của cha ông vẫn còn, trong lúc Alan còn nhỏ, cha mẹ của ông thường phải di chuyển giữa Guildford (Anh) và Ấn Độ, để hai đứa con trai của họ cho các người bạn tại Anh giữ hộ, vì tình trạng y tế ở Ấn Độ còn thấp kém. Ngay từ lúc còn nhỏ, ông đã thể hiện các dấu hiệu thiên tài. Ông tự tập đọc trong vòng ba tuần, và có biểu lộ ham thích toán học, cùng với giải đáp các câu đố.
Lúc Alan 6 tuổi, cha mẹ cho ông học tại trường St. Michael's. Bà hiệu trưởng của trường đã nhận thấy thiên tài của Alan từ lúc ban đầu, cũng như các giáo viên của ông sau này. Năm 1926, khi ông 14 tuổi, ông đến học tại trường nội trú Sherborne ở Dorset. Ngày khai giảng của khóa đầu xảy ra cùng ngày với một cuộc tổng đình công tại Anh, nhưng vì ông quyết chí muốn đến lớp, ông đã chạy xe đạp trên 60 dặm (97 km) từ Southampton đến trường, không có người dẫn, chỉ dừng lại và trọ qua đêm tại một quán trọ trên đường. Sự kiện này đã được báo chí địa phương tường trình.

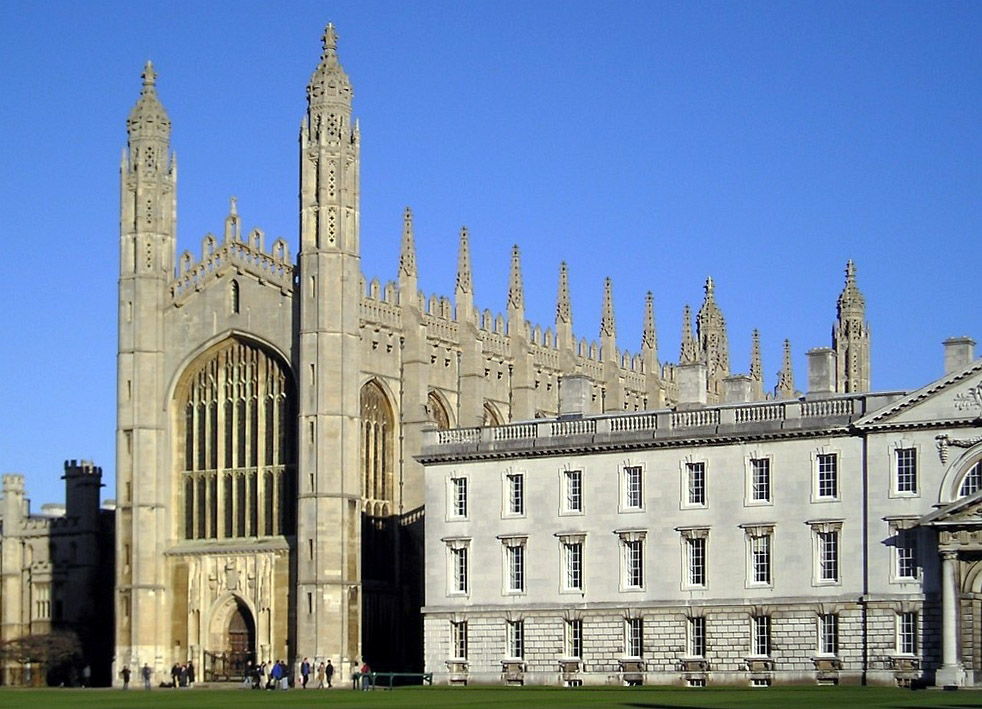
Phòng điện toán tại trường đại học King's nay được đặt tên theo Turing, nguyên là sinh viên tại đây năm 1931 và hội viên năm 1935

Tuy có năng khiếu toán và khoa học, Turing không được các thầy cô coi trọng tại Sherborne, một trường tư thục nội trú nổi tiếng và đắt đỏ, vì trường này đánh giá các môn kinh điển cao hơn. Hiệu trưởng của ông đã viết thư cho cha mẹ ông nói "Tôi hy vọng rằng anh ta không cố gắng cả đôi đường mà hỏng cả hai. Nếu anh ta muốn ở lại trường công, thì anh ta nhất định phải đặt mục tiêu để trở thành một người có giáo dục. Còn nếu anh ta chỉ muốn trở thành một Nhà khoa học chuyên ngành thì anh ta đang phung phí thời gian của mình tại trường công" .
Mặc dầu vậy, Alan vẫn biểu hiện năng khiếu trong các môn ông ưa thích. Ông đã giải được nhiều bài toán bậc cao năm 1927 trước khi học đến giải tích cơ bản. Khi ông 16 tuổi (1928), ông đã hiểu được các tác phẩm của Albert Einstein, không những nắm được nội dung, ông còn suy luận được về những thắc mắc của Einstein đối với các định luật của Newton về chuyển động trong một bài viết mà Einstein không nói thẳng ra.
Trong lúc học tại Sherborne, Turing đã ngầm yêu Christopher Morcom, một người bạn, nhưng mối tình không được đáp lại. Morcom qua đời vào ngày 13 tháng 2 năm 1930, một vài tuần trước khi ra trường vì bệnh lao bò đã mắc phải sau khi uống sữa bò có vi khuẩn lao lúc còn nhỏ. Turing rất đau lòng vì sự việc này. Đức tin tôn giáo của ông bị tan vỡ và ông trở thành người vô thần. Ông tin rằng tất cả các hiện tượng, bao gồm cả hoạt động của bộ não con người, đều là vật chất, nhưng ông cũng tin vào sự tồn tại của linh hồn sau khi chết.

## Đại học và các nghiên cứu trong toán học
Vì Turing không chịu học các môn ngoài toán và khoa học, ông không nhận được học bổng để học tại Học viện Trinity của Đại học Cambridge, mà phải học tại King's college của Đại học Cambridge từ năm 1931 đến 1934 và tốt nghiệp đại học với bằng danh dự. Năm 1935 ông được chọn làm nghiên cứu sinh tại trường King's, nhờ chất lượng của luận văn trong đó ông đã chứng minh định lý giới hạn trung tâm, mặc dù ông không nhận ra rằng nó đã được chứng minh năm 1922 bởi Jarl Waldemar Lindeberg.
Năm 1928, nhà toán học người Đức David Hilbert kêu gọi sự chú ý đến Entscheidungsproblem (bài toán quyết định). Trong bài viết nổi tiếng của ông, tựa đề "Các số khả tính, với áp dụng trong Vấn đề về lựa chọn" (On Computable Numbers, with an Application to the Entscheidungsproblem) - thuật toán lôgic - (nộp ngày 28 tháng 5 năm 1936 và nhận được ngày 12 tháng 11), Turing tái dựng lại kết quả của Kurt Gödel hồi năm 1931 về những hạn chế trong chứng minh và tính toán, thay đổi thuật ngữ tường trình số học chính quy của Gödel, bằng cái mà ngày này người ta gọi là máy Turing, một dụng cụ chính quy và đơn giản. Ông đã chứng minh rằng một cái máy như vậy sẽ có khả năng tính toán bất cứ một vấn đề toán học nào, nếu vấn đề ấy có thể được biểu diễn bằng một thuật toán. Máy Turing, cho đến nay, vẫn là một vấn đề nghiên cứu trung tâm trong lý thuyết về máy tính. Ông còn tiếp tục chứng mình rằng vấn đề về lựa chọn (Entscheidungsproblem) là một vấn đề không giải được, bằng cách đầu tiên chứng minh rằng bài toán dừng trong máy của Turing là bất khả định; nói chung, không thể quyết định bằng một thuật toán liệu một máy Turing cho trước có bao giờ dừng hay không. Tuy chứng minh của ông được đăng công khai sau chứng minh tương tự của Alonzo Church đối với phép tính lambda (lambda calculus), chứng minh của Turing được coi là dễ hiểu và trực giác hơn. Chứng minh của ông còn có một đóng góp quan trọng là đưa ra khái niệm "máy Turing vạn năng" (Universal (Turing) Machine), với ý tưởng rằng một máy như vậy có thể làm bất cứ việc gì mà các máy khác làm được. Bài viết còn giới thiệu khái niệm về số khả định (definable number). Trong hồi ký, Turing viết rằng ông đã rất thất vọng về những phản hồi cho bài báo năm 1936, khi chỉ có hai người có phản hồi, là Heinrich Scholz và Richard Bevan Braithwaite.
Từ tháng 9 năm 1936 đến tháng 7 năm 1938, ông cư trú tại đại học Princeton, nghiên cứu dưới sự hướng dẫn của Alonzo Church. Năm 1938, ông đạt được bằng Tiến sĩ tại trường này. Luận văn của ông giới thiệu quan niệm tính toán tương đối (relative computing). Trong khái niệm này, máy Turing được mở rộng bằng cách cho phép hỏi máy tiên tri (oracle machine), cho phép nghiên cứu những bài toán không thể giải được bằng máy Turing.
Sau khi quay trở lại Cambridge vào năm 1939, ông dự thính bài giảng của Ludwig Wittgenstein về nền tảng của toán học (foundations of mathematics). Hai người tranh cãi và bất đồng ý kiến một cách kịch liệt. Trong khi Turing bảo vệ lập trường của chủ nghĩa hình thức (formalism), thì Wittgenstein lại tranh cãi rằng toán học được đánh giá quá mức, và bản thân nó không thể tìm ra bất cứ một chân lý cuối cùng nào (absolute truth) (Wittgenstein 1932/1976).

## Giải mật mã

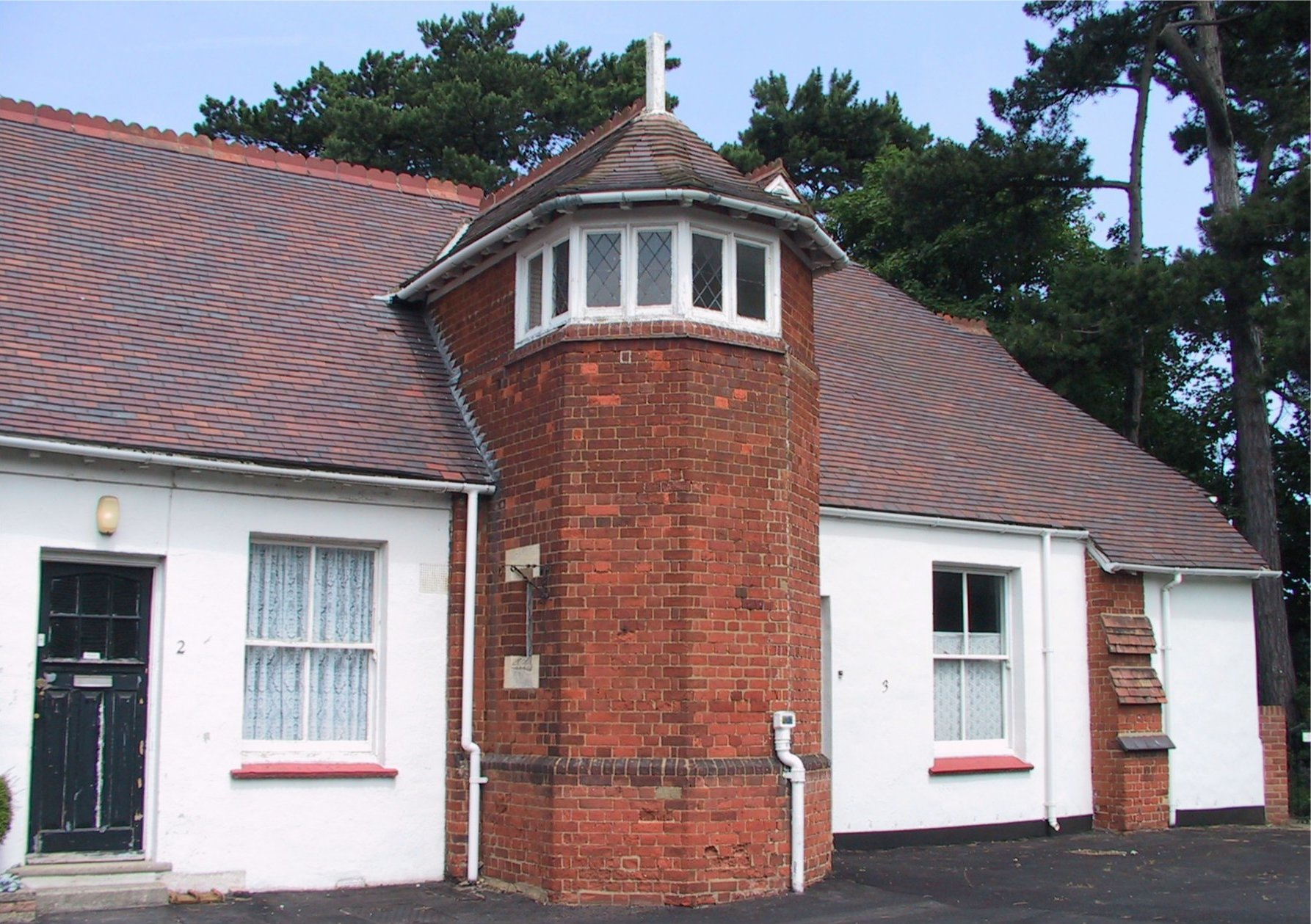
Hai gian nhà trong sân trước chuồng ngựa tại Bletchley Park. Turing đã từng làm việc tại đây trong những năm 1939–1940 cho đến khi ông chuyển sang Hut 8

Trong Chiến tranh thế giới thứ hai, Turing là một người tham gia đóng góp quan trọng tại Bletchley Park, trong việc phá mật mã của Đức. Ông đóng góp những hiểu biết sâu sắc về việc giải mã cả hai máy Enigma và máy Lorenz SZ 40/42 (một máy điện báo đánh chữ dùng làm bộ mã hoá ghép thêm, được quân đội Anh đặt tên là "Tunny"), và ông đã từng một thời là trưởng phòng Hut 8, bộ phận chịu trách nhiệm thu và đọc tín hiệu của hải quân Đức.
Từ tháng 9 năm 1938, Turing làm thêm giờ tại Trường mật mã của chính phủ (Government Code and Cypher School). Turing có mặt và báo cáo tại Bletchley Park vào ngày 4 tháng 9 năm 1939, ngay sau ngày Anh tuyên bố chiến tranh với Đức.

### Máy bombe của Turing và Welchman

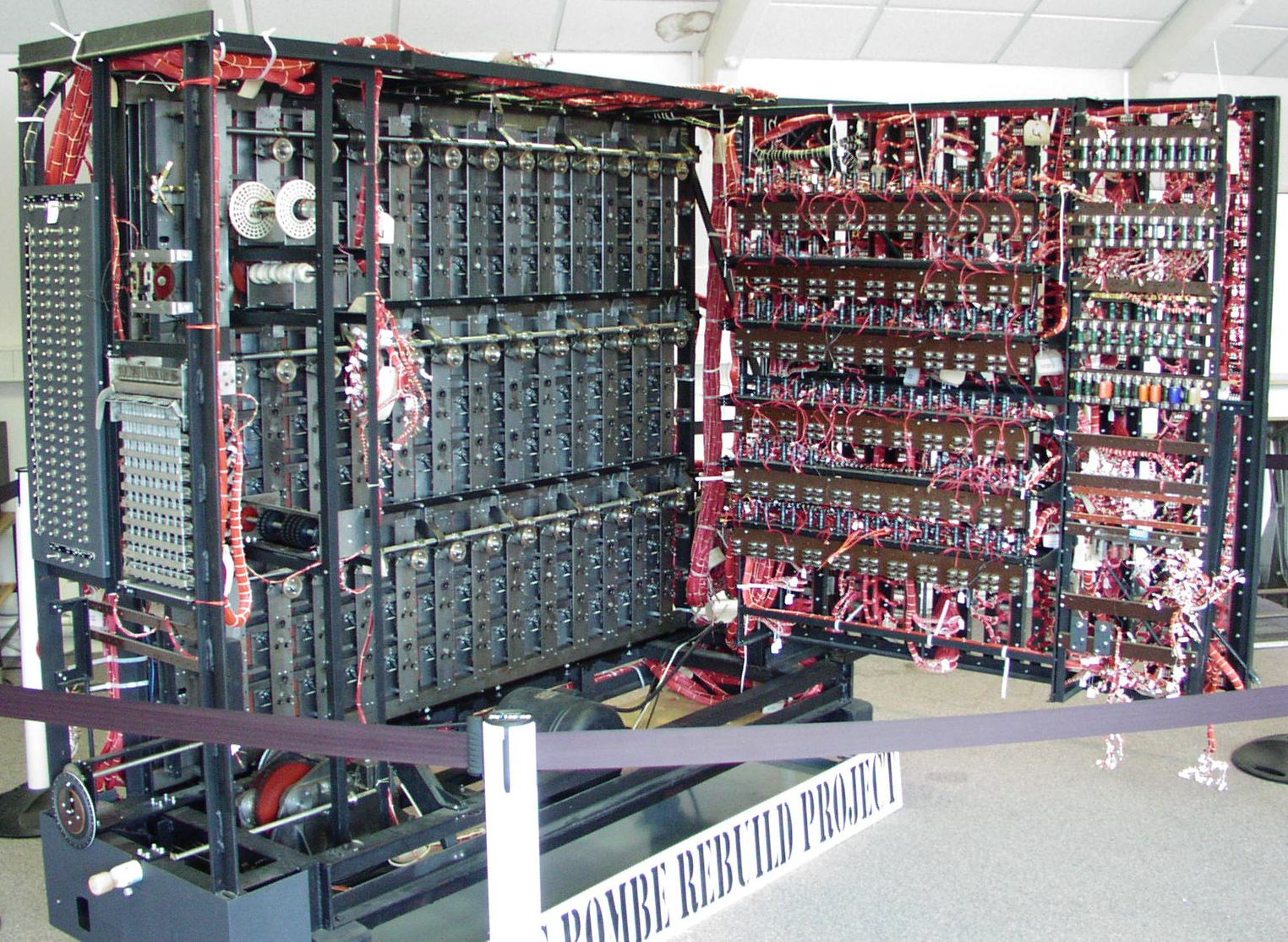
Bản sao của một máy bombe

Chỉ trong vài tuần sau khi đến Bletchley Park, Turing đã sáng chế ra một cái máy cơ-điện tử (electromechanical machine) giúp vào việc giải mã máy Enigma, đặt tên là máy bombe, lấy tên theo cái máy "bomba" được sáng chế tại Ba Lan. Máy bombe, với một nâng cấp được đề bạt bởi nhà toán học Gordon Welchman, trở thành dụng cụ chủ yếu dùng để đọc nguồn tin truyền qua lại từ máy Enigma.
Máy bombe dò tìm công thức cài đặt của khối quay trong máy Enigma, và nó cần phải có một bộ mã (crib), tức là một dòng chữ chưa mã hóa và một dòng mật mã tương ứng. Với mỗi dự kiến cài đặt của khối quay, máy bombe hoàn thiện một chuỗi các tiến trình suy luận lôgic, dựa vào bộ mã, dùng các cấu kết mạch điện tử đã được lắp ráp. Máy bombe lùng tìm và phát hiện mâu thuẫn khi nó xảy ra, loại bỏ công thức cài đặt gây nên sự mâu thuẫn ấy, rồi tiếp tục lùng tìm một công thức khác, hợp lý hơn. Đa số các công thức cài đặt khả quan đều gây nên sự mâu thuẫn, và bị loại bỏ, chỉ để lại một số ít các công thức khả dĩ để được nghiên cứu chi tiết hơn. Máy bombe của Turing lần đầu tiên được lắp ráp vào ngày 18 tháng 3 năm 1940. Máy giải mã điện cơ Turing Bomb dựa trên phương pháp nối các máy giải mã lại với nhau thành một hệ thống để tìm ra công thức cài đặt của Enigma. Turing Bomb có thể đọc được 159.000 tỉ ký tự phức tạp. Nhờ nó, mỗi ngày, người Anh giải mã thành công khoảng 3.000 bức điện mật của quân đội Đức chỉ trong vài phút sau khi các dữ liệu chặn thu được nạp vào. Từ thời điểm đó, tất cả các tin nhắn có thể được đọc trong thời gian thực. Có tới 210 bombe Anh được xây dựng trong thời gian chiến tranh và tất cả đã bị phá hủy vào những ngày cuối của cuộc chiến

### Hut 8 và máy Enigma của hải quân Đức
Vào tháng 12 năm 1940, Turing khám phá ra hệ thống chỉ thị của máy Enigma của hải quân Đức, một hệ thống chỉ thị phức tạp hơn tất cả các hệ thống chỉ thị khác đang được dùng bởi các chi nhánh trong quân đội. Turing cũng sáng chế ra công thức xác suất Bayes (Bayesian), một kỹ thuật trong thống kê được đặt tên là "Banburismus", để giúp vào việc giải mã Enigma của hải quân Đức. Banburismus cho phép loại bỏ một số công thức cài đặt của khối quay của máy Enigma, giảm lượng thời gian kiểm nghiệm các công thức cài đặt cần thiết trên các máy bombe.
Vào mùa xuân năm 1941, Turing đính hôn với một nhân viên cùng làm việc tại Hut 8, tên là Joan Clarke, nhưng chỉ đến mùa hè, cả hai đã thoả thuận hủy bỏ cuộc hôn nhân.
Tháng 7 năm 1942, Turing sáng chế ra một kỹ xảo, đặt tên là Turingismus hoặc Turingery, dùng vào việc chống lại máy mật mã Lorenz. Rất nhiều người lầm tưởng rằng Turing là một nhân vật quan trọng trong việc thiết kế máy tính Colossus, song điều này không phải là một sự thật .
Tháng 11 năm 1942, Turing du lịch sang Mỹ và bắt liên lạc với những nhân viên phân tích mật mã của hải quân Mỹ tại Washington, D.C., thông báo cho họ biết về máy Enigma của hải quân Đức, cùng với sự việc lắp ráp máy bombe. Ông đồng thời trợ lý việc kiến tạo các công cụ truyền ngôn bảo mật (secure speech) tại Bell Labs. Tháng 3 năm 1948, ông quay trở lại Bletchley Park. Trong khi ông vắng mặt, Hugh Alexander thay thế ông làm trưởng phòng Hut 8, tuy trên thực tế Hugh Alexander đã nắm quyền trưởng phòng trong một thời gian khá lâu. Turing rất ít quan tâm đến việc quản lý công việc hằng ngày của bộ phận. Turing trở thành cố vấn chung về phân tích mật mã tại Bletchley Park.
Trong những ngày sau rốt của chiến tranh, ông tự trau dồi về công nghệ điện tử, trong khi chịu trách nhiệm (được sự hỗ trợ của kỹ sư Donald Bayley) thiết kế một cái máy di động - mật hiệu là Delilah - cho phép thông tin truyền âm bảo mật (secure voice). Với xu hướng ứng dụng trong các công dụng khác, máy Delilah thiếu khả năng truyền sóng radio trường tuyến (long-distance radio transmission), và không được sử dụng trong chiến tranh vì sự hoàn thành của nó quá muộn. Tuy Turing đã thao diễn chức năng của máy cho các quan chức cấp trên, bằng cách mật mã hóa và giải mã một bản ghi âm lời nói của Winston Churchill, máy Delilah vẫn không được chọn và sử dụng.
Trong năm 1945, Turing đã được tặng huy chương OBE (Order of the British Empire) vì thành tích phục vụ trong cuộc chiến tranh.

## Những máy tính đầu tiên và kiểm nghiệm của Turing
Từ năm 1945 đến năm 1947, Turing đã làm việc tại Phòng thí nghiệm Vật lý Quốc gia (National Physical Laboratory). Tại đây, ông thiết kế máy tính ACE (Automatic Computing Engine - Máy tính tự động). Ngày 19 tháng 2 năm 1946, ông đệ trình một bản thiết kế hoàn chỉnh đầu tiên của Anh về máy tính với khả năng lưu trữ lập trình (xem kiến trúc Von Neumann). Tuy ông đã thành công trong việc thiết kế máy ACE, song do những trì hoãn trong việc khởi công đề án, ông trở nên thất vọng và chán nản. Cuối năm 1947, ông quay trở lại Cambridge, bắt đầu một năm nghỉ ngơi của mình (sabbatical year). Trong khi ông đang nghỉ ngơi tại Cambridge, công việc xây dựng máy ACE đã bị huỷ bỏ hoàn toàn, trước khi nó được khởi công xây dựng. Năm 1949, ông trở thành phó giám đốc phòng thí nghiệm máy tính (computing laboratory) của Đại học Manchester, và viết phần mềm cho một trong những máy tính đầu tiên — máy Manchester Mark I. Trong thời gian này, ông tiếp tục làm thêm những công việc trừu tượng, và trong bài viết "Vi tính máy móc và trí thông minh" (Computing machinery and intelligence) - tờ Mind, tháng 10 năm 1950 - ông nói đến vấn đề về "trí tuệ nhân tạo" (artificial intelligence) và đề đạt một phương thức kiểm nghiệm, mà hiện giờ được gọi là kiểm nghiệm Turing (Turing test), một cố gắng định nghĩa tiêu chuẩn cho một cái máy được gọi là "có tri giác" (sentient).
Năm 1948, Turing, hiện đang làm việc với một người bạn học cũ, D.G. Champernowne, bắt đầu viết một chương trình đánh cờ vua cho một máy tính chưa từng tồn tại. Năm 1952, tuy thiếu một máy tính đủ sức để thi hành phần mềm, Turing đã chơi một ván cờ. Trong ván cờ này, ông bắt chước cái máy tính, đợi nửa tiếng đồng hồ trước khi đi một quân cờ. Ván cờ đã được ghi chép lại; phần mềm thua người bạn đồng hành của Turing, Alick Glennie, song lại thắng người vợ của ông Champernowne.

## Tạo mẫu hình và sinh toán học
Turing nghiên cứu vấn đề sinh toán học (mathematical biology) từ năm 1952 cho đến khi qua đời năm 1954, đặc biệt về hình thái học (morphogenesis). Năm 1952, ông đã cho xuất bản một bài viết về vấn đề này, dưới cái tên "Cơ sở hoá học của hình thái học" (The Chemical Basis of Morphogenesis). Điểm trọng tâm thu hút sự chú ý của ông là việc tìm hiểu sự sắp xếp lá theo chu trình của dãy số Fibonacci, sự tồn tại của dãy số Fibonacci trong cấu trúc của thực vật. Ông dùng phương trình phản ứng phân tán, cái mà hiện nay là trung tâm của ngành Tạo mẫu hình (pattern formation). Những bài viết sau này của ông không được xuất bản, cho mãi đến năm 1992, khi loạt các cuốn "Những nghiên cứu và sáng chế của A.M. Turing" (Collected Works of A.M. Turing) được xuất bản.

## Bị khởi tố vì hành vi đồng tính luyến ái
Turing là một người đồng tính luyến ái sống vào thời điểm mà các hành vi đồng tính luyến ái bị coi là phạm pháp. Năm 1952, người tình lâu năm của ông lúc bấy giờ là Arnold Murray đã lén lút giúp một kẻ đột nhập vào nhà Turing. Turing báo cáo sự vụ này đến đồn cảnh sát. Dưới sự khám xét của cảnh sát, Turing công nhận là ông có quan hệ tình dục với Murray, và cả hai bèn bị kết tội có hành vi không đúng đắn theo điều 11, bộ luật hình sự năm 1885 của Anh Section 11. Turing không tỏ ra hối lỗi vì ông cho rằng quan hệ đồng tính là chuyện cá nhân của ông, cuối cùng ông vẫn bị kết án bởi đây là một hành vi phạm tội theo luật pháp thời đó. Ông buộc phải lựa chọn giữa hai hình phạt, án tù giam hoặc là quản thúc tại gia, với điều kiện là ông phải chấp nhận dùng "điều trị" bằng hormone (chemical castration), một phương pháp điều trị nhằm ức chế khát khao tình dục (libido) bằng chất hóa học. Để tránh bị giam, ông chấp nhận tiêm hormone estrogen trong vòng khoảng 1 năm, và việc này gây các hiệu ứng phụ như sự phát triển vú. Bản án còn khiến cho ông việc bị tước bỏ giấy phép làm việc trong bộ phận bảo mật của chính phủ, ngăn cản ông tiếp tục với công việc tư vấn cho Trung tâm truyền tin của chính phủ (Government Communications Headquarters) trong các vấn đề về mật mã.

## Qua đời
Từng được xem là "Einstein của toán học", ông Turing bị kết tội là có "hành vi khiếm nhã nghiêm trọng" vào năm 1952 vì có quan hệ đồng tính và phải trải qua liệu trình bằng chất hóa học.
Ngày 7 tháng 6 năm 1954, người phục vụ dọn dẹp tìm thấy Turing đã mất. Khám nghiệm tử thi cho thấy ông bị nhiễm độc cyanide. Bên cạnh thi thể ông là một quả táo đang cắn dở. Quả táo này chưa bao giờ được xét nghiệm là có nhiễm độc cyanide, nhưng nhiều khả năng cái chết của ông do từ quả táo tẩm cyanide ông đang ăn dở. Hầu hết mọi người tin rằng cái chết của Turing là có chủ ý và bản điều tra vụ tử vong đã được kết luận là do tự sát. Có dư luận cho rằng phương pháp tự ngộ độc này được lấy ra từ bộ phim mà Turing yêu thích - bộ phim Bạch Tuyết và bảy chú lùn (Snow White and the Seven Dwarfs). Tuy vậy, mẹ của ông không nghĩ như mọi người, mà khăng khăng cho rằng, cái chết đến từ tính bất cẩn trong việc bảo quản các chất hóa học của Turing. Bạn bè của ông có nói rằng Turing có thể đã chủ ý tự sát để cho mẹ ông có lý do từ chối một cách rõ ràng. Khả năng ông đã bị ám hại cũng đã từng được kể đến, do sự tham gia của ông trong cơ quan bí mật, và do việc họ nhận thức rằng bản chất đồng tính luyến ái của ông sẽ "gây nguy hiểm cho việc bảo vệ bí mật".
Trong cuộc đời mình, nhà toán học này đã góp phần đặt nền tảng cho tin học hiện đại và đưa ra những lý thuyết đầu tiên về trí thông minh nhân tạo. Ông Turing cũng chính là người cải tiến máy giải mật mã Enigma do các chuyên gia Ba Lan để lại, giúp phán đoán hoạt động của các tàu ngầm phát xít Đức ở Bắc Đại Tây Dương vào Thế chiến 2. Nhiều sử gia đánh giá đây là đòn quan trọng góp phần khiến Hitler bại trận sớm. Năm 2012, nhân kỷ niệm 100 năm ngày sinh của Turing, 11 nhà khoa học Anh đã cùng yêu cầu hủy bản án của ông. Trước đó, năm 2009, Thủ tướng Anh khi ấy là Gordon Brown cũng chính thức xin lỗi vì "cách hành xử khủng khiếp" cũng như là gián tiếp gây ra cái chết tự vẫn đối với nhà toán học này.
Ngày 24 tháng 12 năm 2013, nhà toán học người Anh Alan Turing được Nữ hoàng Elizabeth II đặc xá sau hơn 60 năm bị kết án vì đồng tính luyến ái.

## Vinh danh

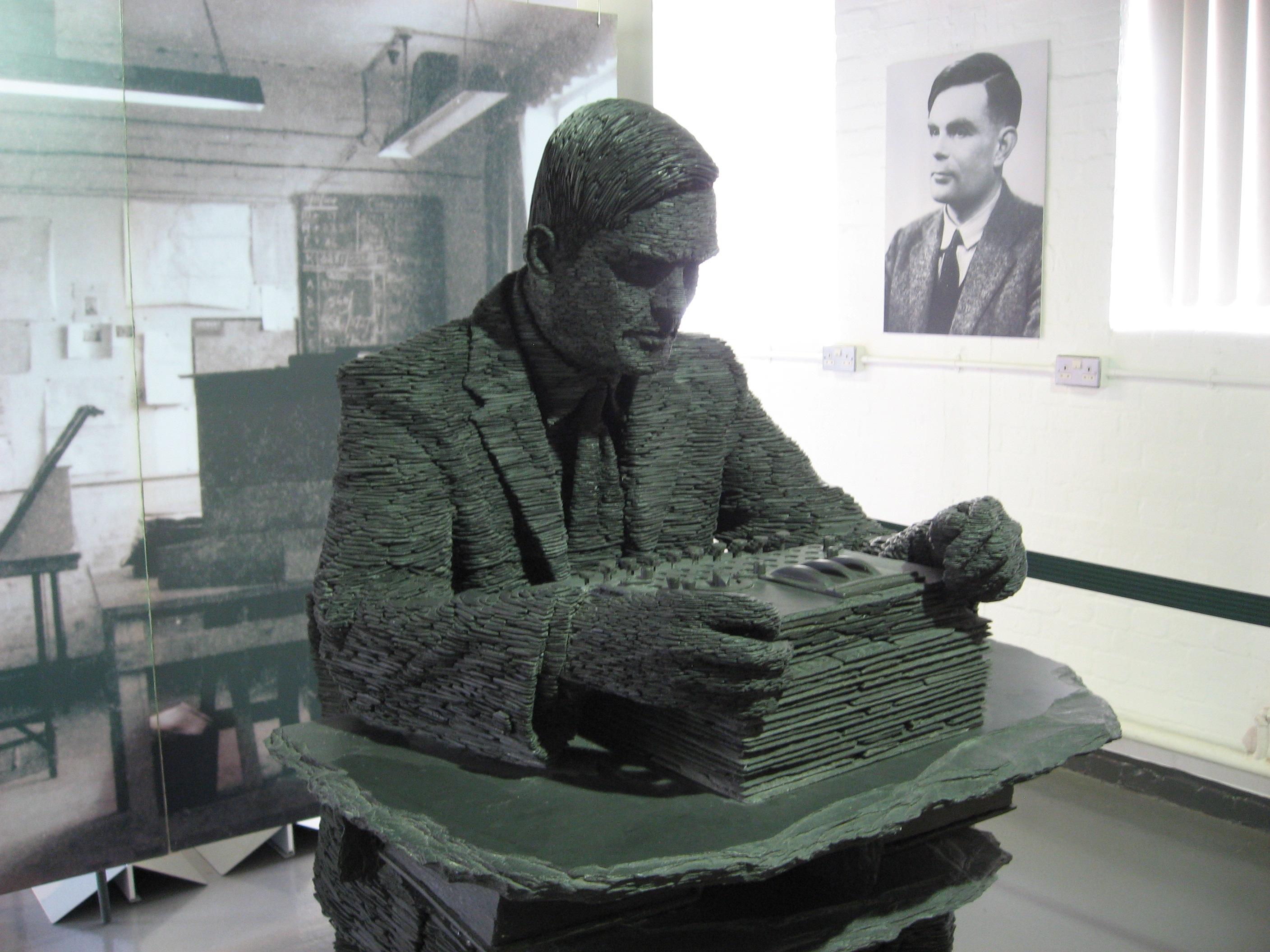
Tượng Alan Turing

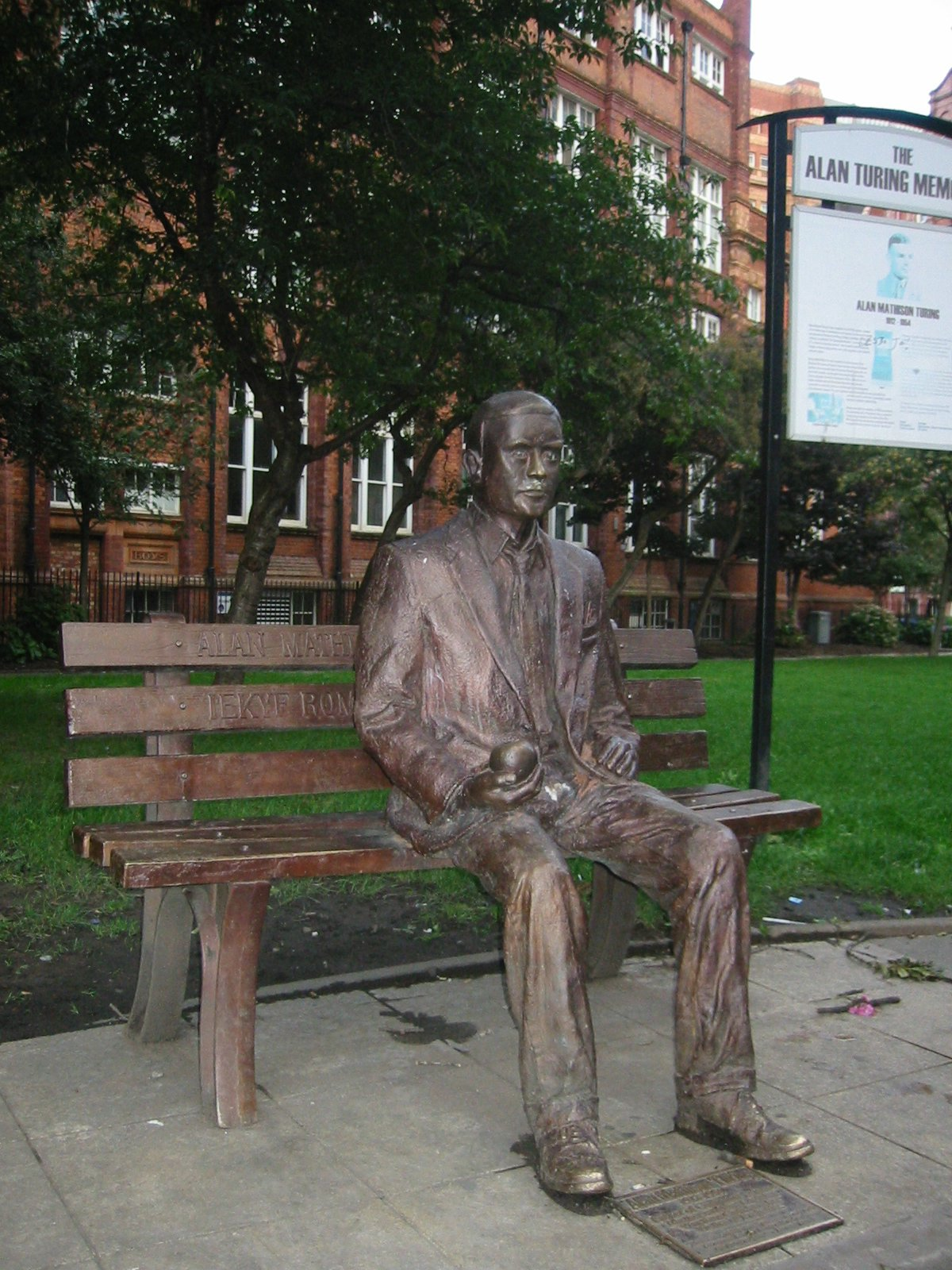
Tượng tưởng nhớ Alan Turing tại Sackville Park, Manchester.

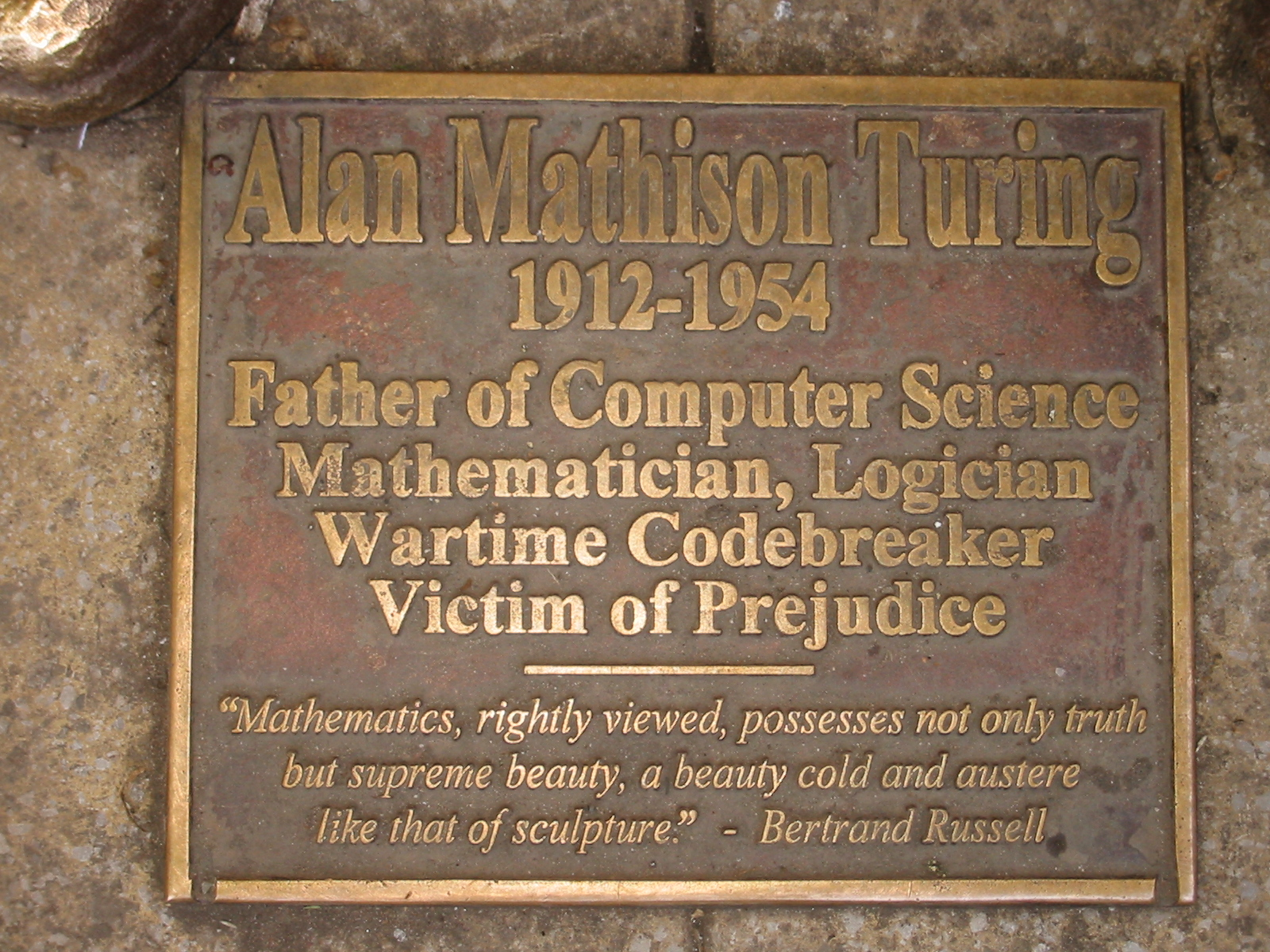
Bảng đồng dưới chân tượng tưởng nhớ Alan Turing tại Whitworth Gardens

Bắt đầu từ năm 1966, Giải thưởng Turing đã được Association for Computing Machinery (Hiệp hội Máy tính) trao cho cá nhân có đóng góp kĩ thuật cho cộng đồng máy tính. Giải này được coi như tương đương với giải Nobel trong cộng đồng này.
Ngày 23 tháng 6 năm 2001, kỷ niệm ngày sinh của Alan Turing, một bức tượng của Turing được đặt tại công viên Sackville Gardens tại thành phố Manchester, giữa tòa nhà của Đại học Manchester trên phố Whitworth và khu Gay Village của phố Canal. Bên dưới chân bức tượng có gắn tấm bảng đồng vinh danh ông: "Alan Mathison Turing (1912-1954). Cha đẻ của Khoa học Máy tính."
Để kỉ niệm 50 năm ngày mất của ông, một tấm bảng kỉ niệm đã được khánh thánh tại nơi ông ở trước đây, Hollymeade, Wilslow, vào ngày 6 tháng 7 năm 2004.

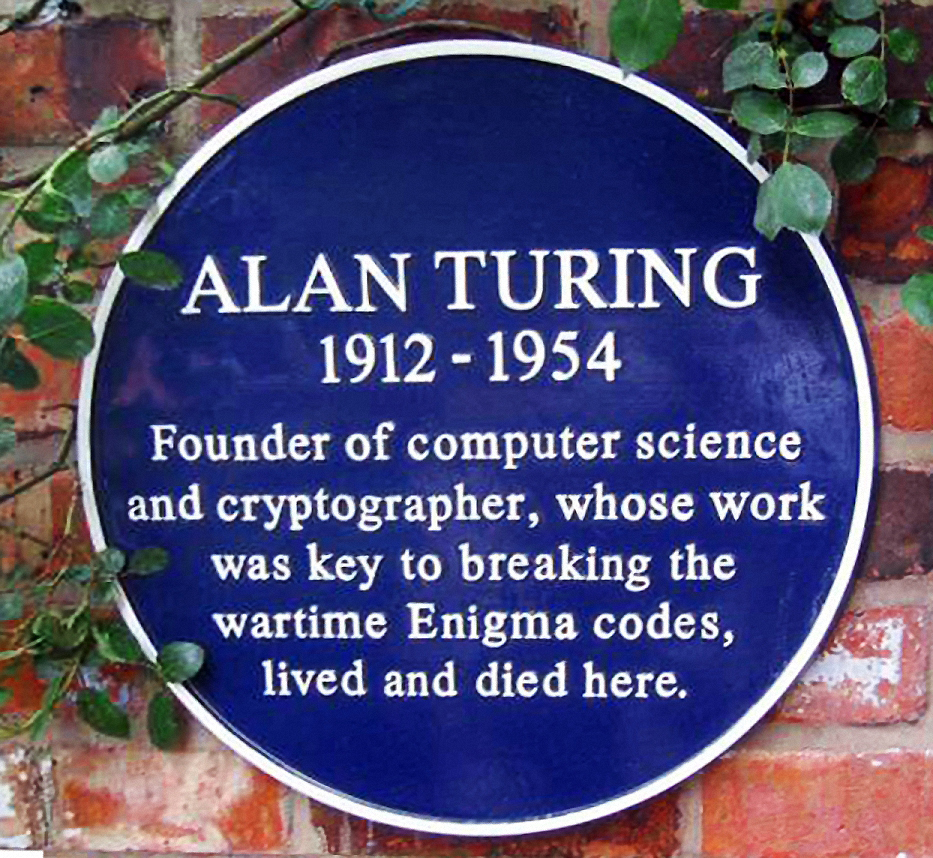
Tấm bảng đánh dấu nơi ở cũ của Turing

Viện khoa học Alan Turing (Alan Turing Institute) được sáng lập bởi các trường đại học hàng đầu Anh quốc như Cambridge, Oxford, Edinburgh... vào năm 2015.
Lễ kỉ niệm cuộc đời và sự nghiệp của Turing đã được tổ chức tại Đại học Manchester vào ngày 5 tháng 6 năm 2004 do British Logic Colloquium (Hội Logic Anh) và British Society for the History of Mathematics (Nhóm nghiên cứu Lịch sử Toán học Anh) tổ chức.
Vào ngày 28 tháng 10 năm 2004, bức tượng đồng Lưu trữ ngày 23 tháng 10 năm 2007 tại Wayback Machine của Alan Turing, tạc bởi John W. Mills, được khánh thành tại Đại học Surrey. Bức tượng kỷ niệm 50 năm ngày Turing mất. Nó diễn tả Turing đang cầm sách đi trong viện đại học này.
Holtsoft đã sản xuất ngôn ngữ lập trình mang tên Turing. Ngôn ngữ này dành cho người mới bắt đầu lập trình và không tương tác trực tiếp với phần cứng.
Năm 2015, bộ phim Imitation Game (tựa Việt: Người giải mã) dựa theo cuốn hồi ký Alan Turing: The Enigma của Andrew Hodges kể về cuộc đời cùng những đóng góp của ông. Ngày 13 tháng 4 cùng năm, tại chi nhánh Nhà bán đấu giá Bonhams ở New York (Mỹ) diễn ra phiên đấu giá bản giải mã của ông. Số tiền thu được sẽ dành cho mục đích từ thiện, dựa theo ý nguyện của nhà toán học Anh Robin Gandy (1919-1995), người đồng nghiệp được Alan Turing tặng tờ bản thảo giải mã khi còn sống.
Ngày 23 tháng 6 năm 2021, Ngân hàng Trung ương Vương quốc Anh (BoE) cho phép lưu hành tờ tiền 50 Bảng Anh mới tưởng niệm Alan Turing nhân dịp sinh nhật ông. Tờ tiền 50 bảng Anh mới có hình ảnh của Alan Turing, các công thức toán học từ một tờ giấy mà ông viết vào năm 1936, đặt ra nền tảng cho khoa học máy tính hiện đại và các bản vẽ kỹ thuật cho các máy dùng để giải mã Máy Enigma và một câu trích dẫn của Turing về sự trỗi dậy của trí tuệ nhân tạo: "Đây chỉ là phần mở đầu về những gì là sẽ đến, và chỉ là cái bóng của những gì sắp xảy ra".

### Ấn phẩm
- An extensive list of Turing's papers, reports and lectures, plus translated versions and collections  Lưu trữ ngày 24 tháng 2 năm 2012 tại Wayback Machine